# Распятие Христа-Царя

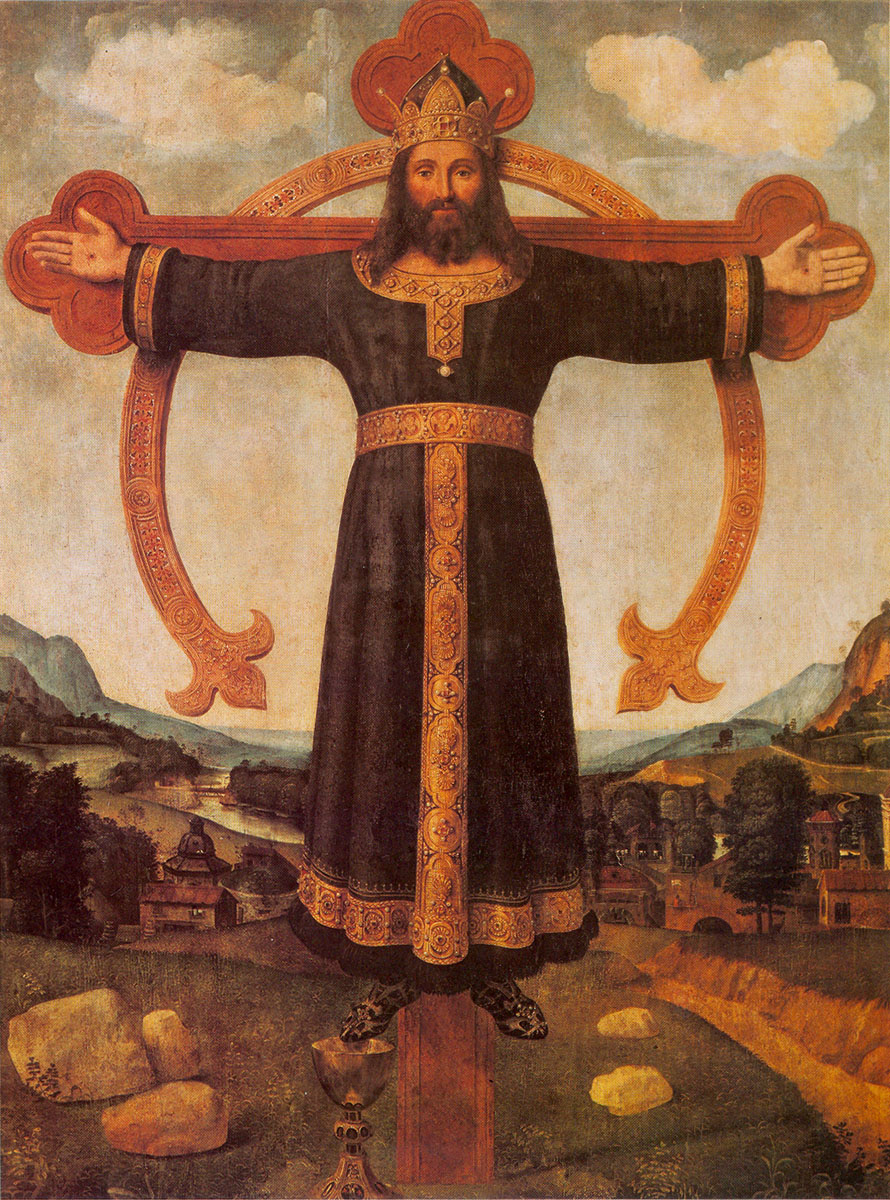
Картина Пьеро ди Козимо

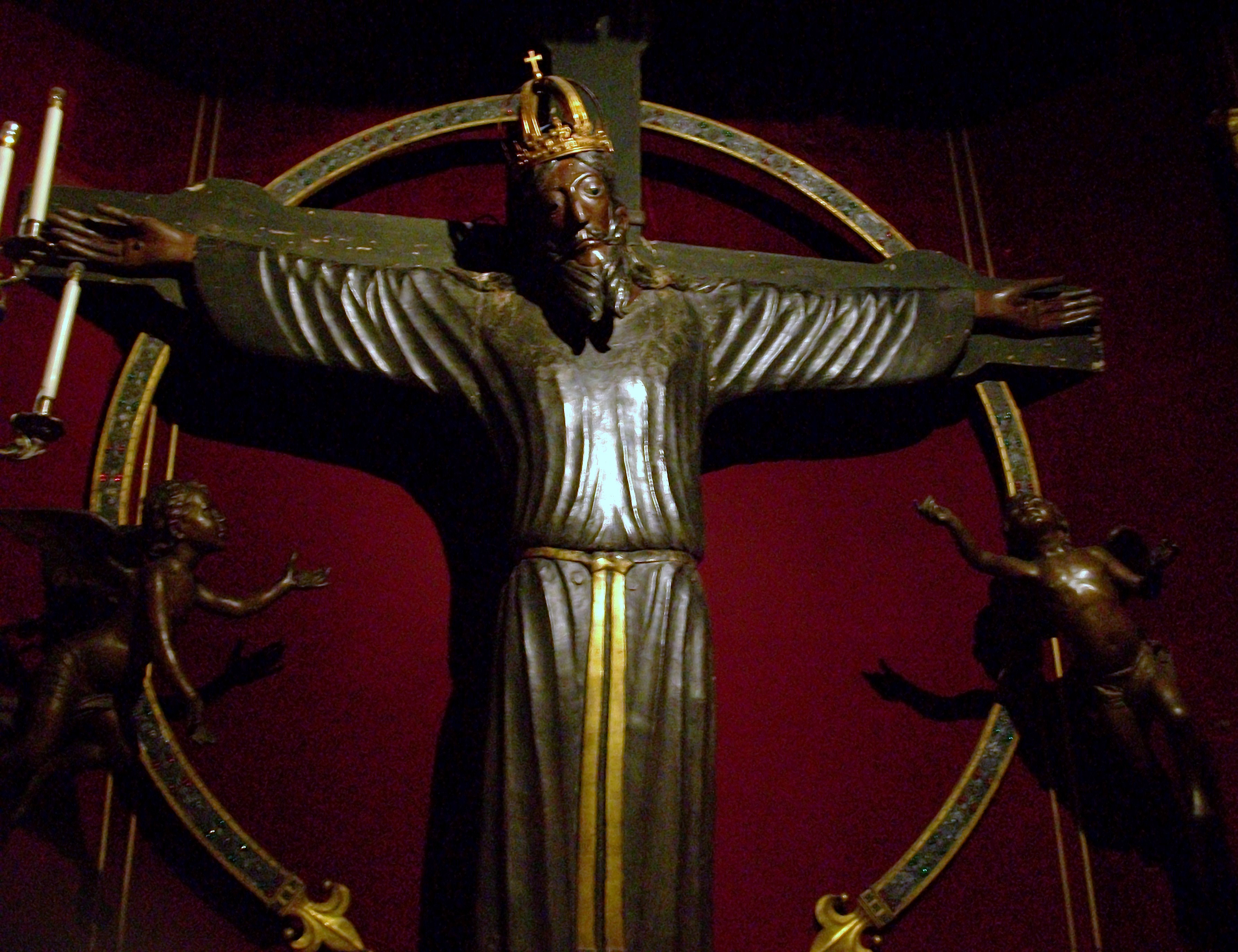
Скульптура в соборе Лукки

Распятие Христа-Царя («Христос Царь Славы», «Христос Триумфатор») — редкая иконография сцены Распятия, изображающая Иисуса Христа одетым.

## Название и концепция
Название её «Христос Царь Славы» взято из 23 Псалма (Пс. 23: 9-10):
«Возьмите, врата, князи (навершия) ваша, и возьмитеся врата вечная: и внидет Царь Славы. Кто есть сей Царь Славы; Господь Сил, Той есть Царь Славы»
По Типикону Великой Церкви X века, эти слова предшествовали Великому входу на Литургии. Псалом трактуется в контексте разрушения Спасителем ада в момент сошествия. Иисус сравнивается с победителем, идущим сквозь триумфальные врата, причем врата ада не могут вместить его и слова псалма призывают поднять вратам выше свои своды. «Таким образом, Распятие „Христос Царь Славы“ как бы изображает Господа Великой субботы в окровавленной царской багрянице, готового попрать ад и освободить его узников».
(Однако оно употребляется также и в отношении других типов Распятия, например, Христос во гробе, также имеющей отношение к Схождению в ад).

## Описание

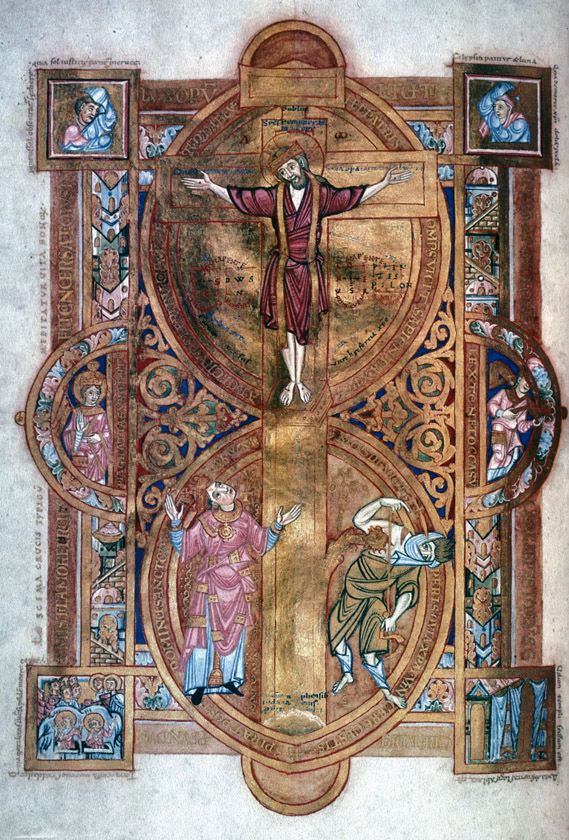
Миниатюра из Евангелия Аббатисы Уты

Иисус изображался распятым, однако это не было изображением реального эпизода его Страстей.
Он не ранен и не страдает, его одежды не разыграны солдатами. Его глаза открыты, лицо радостно и спокойно, поскольку он — Победитель Смерти. Он одет в пурпурный хитон (colobium) с золотыми клавами — вертикальными полосами, в облачении епископа являющимися атрибутом проповедника.

## История
Иконография одетого Христа на кресте относится к наиболее раннему этапу изображения Распятия, предшествуя созданию ныне общепринятого «нагого» варианта. После Константинопольского собора 692 г. изображение Распятия начало распространяться, но Христос изображался облаченным в длинную тунику, с короной на голове и с распростертыми руками. (Борода и нагота появились только в XI в., символизируя страдания, в это же время были добавлены пять ран и терновый венец).
В ранний период такие изображения Царя встречаются в миниатюре (сирийские Евангелия Рабулы и Россано), в монументальной живописи (алтарные росписи церкви Санта Мария Антиква).
Позже, в Средневековье, они получат распространение на Западе. Такая миниатюра встречается в Евангелии Аббатисы Уты (XI век.): на голове его — царская корона, а на раменах — архиерейский омофор, то есть на кресте изображен Царь, Первосвященник и Искупитель.
Особое значение она приобретет в романскую эпоху: по Европе распространяются скульптурные (резные) распятия, где Иисус изображался в длинной одежде, подчас с венцом на голове и обутым. Это было связано с паломнической легендой о хождении епископа Лукки в Иерусалим, где он обретает Volto Santo (священнейшее изображение, изваянное св. Никодимом), по значимости сравнимое тогда с Граалем. Многочисленные реплики Луккского Распятия — в Гуарде, Ливорно, Лоренцо и множестве других европейских городов, и увеличение потока паломников к святыне, привели к тиражированию её изображений в виде иконок, наперсных и напрестольных крестов.
Распятия этого стиля есть в деревянном храме в Урнесе (Норвегия) 1060—1130 гг.
В искусстве Итальянского Возрождения тип развивается в иконографию радостного Спасителя на разноцветном кресте с широкими синими и красными лопастями (с таким «Распятием» беседовал Франциск Ассизский перед своим отречением от мира).
В византийской живописи сюжет распространения не получил, однако стал частью мелкой пластики — «сюжетов св. реликвий». Почти всегда оно соседствует с историей мироносиц у Гроба Господня, часто украшает святыни, привозимые паломниками из Иерусалима, ковчеги, дарохранительницы и другие драгоценные предметы, предназначенные для хранения мощей, частиц Животворящего Креста, оклады Евангелий и для резных костяных диптихов. (Ампулы Монцы — подарены лангобардской королеве Теодолинде в VII в.).